# Veľká Čalomija
Veľká Čalomija é um município da Eslováquia, situado no distrito de Veľký Krtíš, na região de Banská Bystrica. Tem 8,91 km² de área e sua população em 2018 foi estimada em 587 habitantes.

## Demografia
| Ano:        | 1994 | 2004   | 2014   | 2024   |
| ----------- | ---- | ------ | ------ | ------ |
| Broj ljudi: | 672  | 617    | 604    | 579    |
| Razlika:    |      | -8,18% | -2,10% | -4,13% |

| Ano:               | 2023 | 2024   |
| ------------------ | ---- | ------ |
| Número de pessoas: | 582  | 579    |
| Diferença:         |      | -0,51% |